# 東てるひこ
東 てるひこ（あずま てるひこ、1944年10月2日 - 2019年2月18日）は、日本の実業家。株式会社東京音楽センター（TMC）創業者。音楽プロデューサー、シンガーソングライター。本名は東 暉久（あずま てるひさ）。

## 来歴
鹿児島県生まれ。駒澤大学商学部経済学科を卒業した。大学卒業後、トヨタ系列カーディーラーに入社した。入社1年目よりトップセールスマンとなる。1973年、東京音楽センターの前身となる「コトブキミュージック」を設立し、代表取締役社長に就任した。1974年、結婚式や披露宴の音楽演出に着目し、披露宴専用の「8トラックテープ」を開発した。
1978年、「レディバード音楽学院」を設立し、プロ演奏者養成を始める。1980年、電子オルガンとシンセサイザーを組み合わせた「ウェディングセンサー」を開発した。1981年、株式会社東京音楽センターを法人設立（資本金1,000万、所在地：練馬区上石神井）した。1985年、結婚披露宴専用のシンセサイザーシステム「ウェディングトーン」を商品化した（特許申請し、三井物産と販売提携を結び、取引先を全国に拡大）。
1995年、「教会式ウェディング」を商品化した。1997年、チャペルウェディングをハード・ソフトの両面から提案する「チャペルコーディネートシステム」を展開した。1998年、大阪事業所を開設した。1999年、ベル自動演奏システム「ベルシンフォニー」を発売した。東京本部を移転拡大（所在地:小金井市）した。2016年、取締役会長に就任した。
ブライダル業界初の音楽プロデューサーとして、結婚の音楽演出を手掛ける。34年間にわたり、結婚式や披露宴の演出を行い、約50万組を見届けた。幸せプロデューサーとして、幸せの種を勉強会などを通じて伝え続けた。
2019年2月18日に死去した。74歳没。

## 音楽活動
シンガーソングライターとしてCMソング・楽器メーカーのセールスマン応援歌の作曲、代議士の応援歌を作詞・作曲した。全国のホテルのディナーショーにも多く出演した。ラジオパーソナリティも務めた。
1994年、オリジナル曲『三年坂二年坂』は、京都遷都1200年祭のイメージソングとして採用される。
2000年、『戦国エレジー』のCDをリリースした。
2002年、芸能生活35年を記念してCDミニアルバムを一挙に5枚(全17曲)同時リリースした。
2003年、『東てるひこのセピアウエーヴ』(KBCラジオ（九州朝日放送）毎週日曜21:30 - 55放送)、『東てるひこのセピアンストーリー』（エフエム西東京　毎週土曜21:00 - 30放送）でパーソナリティを務めた。
2004年、中国の吉林大学および吉林省芸術学院で『日中親善友好コンサート』を開催した。

## 著書
- 「いいことが起こる法則」かんき出版　2008年2月[4]

## ディスコグラフィ
- 『戦国エレジー』　2000年

以下、ミニアルバム 5枚（全17曲）を同時リリース　2002年11月30日　規格品番 ORSO-20182、レーベル VMC（ダイキサウンド）
- 「いつかきた道」、SKU 4948722110316
  - 1.いつかきた道　2.今はもう思い出　3.絆　4.いつかきた道（オリジナルカラオケ）
- 「感謝」
  - 1.草原の輝き　2.二人のメモリー　3.ミッドナイトブルー　4.長い冬　5.草原の輝き（オリジナルカラオケ）
- 「旅そして男」
  - 1.旅そして男　2.夜明けの富士　3.水平線の彼方へ　4.旅そして男（オリジナルカラオケ）
- 「旅の途中 ～アルプスを眺むれば～」2002年11月30日
  - 1.安曇野　2.訪れる冬を聴きながら　3.甲州一人旅　4.訪れる冬を聴きながら（オリジナルカラオケ）
- 「海辺にて」
  - 1.上海今は夏　2.浜しぐれ　3.あなたは夕陽　4.夕暮れヨコハマ　5.あなたは夕陽（オリジナルカラオケ）